# Tove Lo
Ebba Tove Elsa Nilsson vagy ismertebb művésznevén Tove Lo (Stockholm, 1987. október 29. –) svéd énekesnő és dalszövegíró. Első sikereit a 2013-as kislemeze, a "Habits" hozta meg neki 2013-ban, majd a későbbi Hippie Sabotage által készített remixnek köszönhetően, mely már "Stay High" címen jelent meg, még többen megismerték a nevét. Debütáló EPje, a Truth Serum 2014 márciusában jelent meg, mely tartalmazta mind a kettő verziót. Az első nagylemeze a Queen of the Clouds 2014. szeptember 30-án jelent meg az Egyesült Államokban valamint Európa, Ázsia és Óceánia egyes részein az Island Records által. Tove Lo több ismert zenésznek írt már dalokat, többek között Icona Pop, a Girls Aloud és Cher Lloyd énekelték albumaikon sorait.

## Karrierje

### Kezdetek
Svédország fővárosában, Stockholmban született. Fiatal korában verseket, illetve rövid történeteket írt, majd a Rytmus Musikergymnasiet zeneiskola tanonca lett.

### 2012–2015:Truth Serumés aQueen of the Clouds
Tove Lo debütáló kislemeze, a "Love Ballad" 2012 őszén jelent meg. A "Habits" 2013 Márciusában került fel az énekesnő SoundCloud oldalára illetve iTunes Store-ra, azonban később el lett távolítva. A "Habits' sok ember figyelmét felkeltette, illetve több előadóét is, mint például Marina and the Diamondsét. 2013 júniusában Tove Lo közreműködött Lucas Nord's "Run on Love" című kislemezén, majd később rész vállalt Seven Lions és Myon & Shane 54 közös kislemezén, a "Strangersen", ami 2013. október 11-én jelent meg. A harmadik kislemeze az "Out of Mind", 2013. október 16-án lett elérhető. 2013. december 6-án ismét kiadta a "Habits"ot csak most "Habits (Stay High)" címen. A dal több országban is a listák élére tört és a 3. helyre kúszott a Billboard Hot 100 listáján. Feltűnt egy svéd vetélkedő műsorban, ahol MIKA és Regina Spektor dalait dolgozta fel, 2014. január 24-én. Debütáló EPje , a Truth Serum 2014. március 3-án jelent meg. A svéd listákon a huszadik helyig jutott. A "Habits" remixét mely "Stay High" névre hallgat, ugyanezen a napon lett kiadva, és a 13. helyig jutott a svéd kislemez listán. A kislemez nagy siker volt, előkelő helyeken végzett Ausztráliában, Belgiumban, Csehországban, Dániában, az Egyesült Királyságban, Franciaországban, Hollandiában, Norvégiában, Új-Zélandon és az USA-ban is. Tove Lo Amerikában először 2014. március 10-én lépett fel, a Shamless SXSW Party-n, az Egyesült Királyságban pedig április 2-án adott koncertet, Londonban, a The Nottinghill Arts Clubban.
2014 decemberében Katy Perry nyitóénekese ausztráliai turnéján.
2014. augusztus 19-én Tove Lo egy interjú során bejelentette, hogy debütáló albuma, a Queen of the Clouds 2014. szeptember 30-án jelenik meg az USA-ban, míg az Egyesült Királyságban 2015-ben. Az album tartalmazza a "Habits" és a "Not on drugs" című kislemezt. Az album három részre van osztva, mely a zenék témájára utalnak. Ezek a "Szex", "Szerelem" és "Fájdalom". A lemez egy kapcsolat kialakulását, lángolását és elmúlását mutatja be.

### 2016–től napjainkig:Lady Wood és Sunshine Kitty

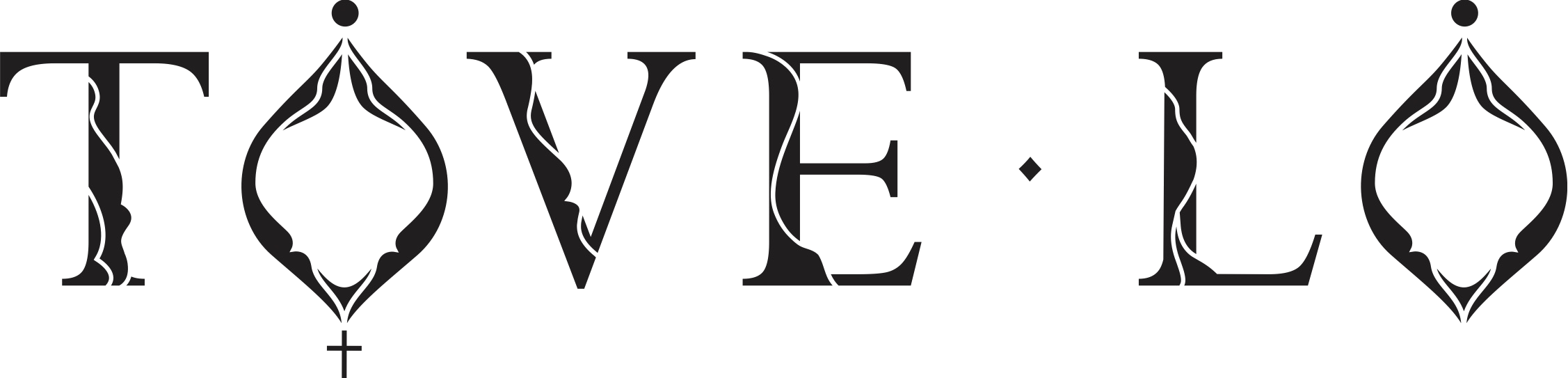
Jelenlegi logo

2019. szeptember 20-án jelenik meg legújabb nagylemeze Sunshine Kitty cím alatt. A lemezről már több zeneszám is feltöltésre került a nagy médiamegosztó-portálokra, ezek a Bad as the Boys vagy a Glad He's Gone. Az albumban szó lesz a barátság fontosságáról, a szexualitásról (kiemelten a biszexualitást) és ennek elfogadásáról.

## Diszkográfia

### Albumok
| Cím                 | Album adatok | Legjobb helyezés | Legjobb helyezés | Legjobb helyezés | Legjobb helyezés | Legjobb helyezés | Legjobb helyezés | Legjobb helyezés | Legjobb helyezés |
| Cím                 | Album adatok | SWE              | AUS              | BEL (WA)         | FIN              | FRA              | NOR              | NZ               | US               |
| ------------------- | --- | ---------------- | ---------------- | ---------------- | ---------------- | ---------------- | ---------------- | ---------------- | ---------------- |
| Queen of the Clouds | - Kiadás dátuma: 2014. szeptember 24. - Kiadó: Universal Music Group, Island Records - Formátum: CD, digitális letöltés | 6                | 47               | 43               | 47               | 72               | 10               | 35               | 14               |
| Lady Wood           | - Kiadás dátuma: 2016. október 28. - Kiadó: Island Records - Formátum: CD, digitális letöltés                           | –                | –                | –                | –                | –                | –                | –                | –                |

### Középlemezek
| Cím         | Album adatok                                                                                  | Legjobb helyezés | Legjobb helyezés | Legjobb helyezés |
| Cím         | Album adatok                                                                                  | SWE              | AUS              | NOR              |
| ----------- | --------------------------------------------------------------------------------------------- | ---------------- | ---------------- | ---------------- |
| Truth Serum | - Kiadás dátuma: 2014. március 3. - Kiadó: Universal Records - Formátum: CD, digital download | 13               | 99               | 8                |

### Kislemezek

#### Saját
| Cím                                                                                  | Év   | Legjobb helyezés | Legjobb helyezés | Legjobb helyezés | Legjobb helyezés | Legjobb helyezés | Legjobb helyezés | Legjobb helyezés | Legjobb helyezés | Legjobb helyezés | Legjobb helyezés | Legjobb helyezés | Elismerések | Album               |
| Cím                                                                                  | Év   | SWE              | AUS              | CAN              | DEN              | FRA              | GER              | NOR              | NL               | NZ               | UK               | US               | Elismerések | Album               |
| ------------------------------------------------------------------------------------ | ---- | ---------------- | ---------------- | ---------------- | ---------------- | ---------------- | ---------------- | ---------------- | ---------------- | ---------------- | ---------------- | ---------------- | --- | ------------------- |
| "Love Ballad"                                                                        | 2012 | —                | —                | —                | —                | —                | —                | —                | —                | —                | —                | —                | | Truth Serum         |
| "Out of Mind"                                                                        | 2013 | —                | —                | —                | —                | —                | —                | —                | —                | —                | —                | —                | | Truth Serum         |
| "Habits (Stay High)"                                                                 | 2014 | 13               | 3                | 3                | 10               | 2                | 20               | 7                | 2                | 3                | 6                | 3                | - ARIA: 2× Platinum - BPI: Silver - GLF: 2× Platinum - IFPI DEN: Gold - RMNZ: Platinum - IFPI DEN: Platinum - MC: Platinum - RIAA: 2× Platinum | Queen of the Clouds |
| "Not on Drugs"                                                                       | 2014 | —                | —                | —                | —                | —                | —                | —                | —                | —                | —                | —                | | Queen of the Clouds |
| "Talking Body"                                                                       | 2014 | —                | —                | —                | —                | —                | —                | —                | —                | —                | —                | —                | | Queen of the Clouds |
| "—" jelöli a kislemezeket ami nem ért el helyezést, vagy nem volt kiadva a régióban. |      |                  |                  |                  |                  |                  |                  |                  |                  |                  |                  |                  | |                     |

#### Közreműködő
| Cím                                                                                  | Év   | Legjobb helyezés | Legjobb helyezés | Legjobb helyezés | Legjobb helyezés | Legjobb helyezés | Legjobb helyezés | Legjobb helyezés | Legjobb helyezés | Legjobb helyezés | Legjobb helyezés | Elismerések      | Album                                                  |
| Cím                                                                                  | Év   | SWE              | AUS              | DEN              | FRA              | GER              | NOR              | NL               | NZ               | UK               | US               | Elismerések      | Album                                                  |
| ------------------------------------------------------------------------------------ | ---- | ---------------- | ---------------- | ---------------- | ---------------- | ---------------- | ---------------- | ---------------- | ---------------- | ---------------- | ---------------- | ---------------- | ------------------------------------------------------ |
| "Run on Love" (Lucas Nord featuring Tove Lo)                                         | 2013 | —                | —                | —                | —                | —                | —                | —                | —                | —                | —                |                  | Islands                                                |
| "Strangers" (Seven Lions and Myon & Shane 54 featuring Tove Lo)                      | 2013 | —                | —                | —                | —                | —                | —                | —                | —                | —                | —                |                  | The Mortal Instruments: City of Bones and Worlds Apart |
| "Heroes (We Could Be)" (Alesso featuring Tove Lo)                                    | 2014 | 5                | 11               | 37               | 57               | 71               | 11               | 18               | 40               | —                | 53               | - ARIA: Platinum | TBA                                                    |
| "—" jelöli a kislemezeket ami nem ért el helyezést, vagy nem volt kiadva a régióban. |      |                  |                  |                  |                  |                  |                  |                  |                  |                  |                  |                  |                                                        |

## Zeneírási diszkográfiája
| Év   | Előadó           | Cím                          | Album                                                                     |
| ---- | ---------------- | ---------------------------- | ------------------------------------------------------------------------- |
| 2012 | Icona Pop        | "We Got the World"           | Icona Pop                                                                 |
| 2012 | Icona Pop        | "Ready for the Weekend"      | Icona Pop                                                                 |
| 2012 | Girls Aloud      | "Something New"              | Ten                                                                       |
| 2013 | Victoria Justice | "Gold"                       | —                                                                         |
| 2013 | Amelia Lily      | "Truth or Dare"              | Be a Fighter                                                              |
| 2013 | Icona Pop        | "Light Me Up"                | This Is... Icona Pop                                                      |
| 2013 | Tal              | "Jealousy"                   | À l'infini                                                                |
| 2014 | Lea Michele      | "Thousand Needles"           | Louder                                                                    |
| 2014 | Cher Lloyd       | "Killin' It"                 | Sorry I'm Late                                                            |
| 2014 | The Saturdays    | "What Are You Waiting For?"  | Finest Selection: The Greatest Hits                                       |
| 2014 | Florrie          | "Turn the World Upside Down" | ITVBe advertisement                                                       |
| 2014 | Zara Larsson     | "Skippin' a Beat"            | 1                                                                         |
| 2014 | Tove Lo          | "Scream My Name"             | The Hunger Games: Mockingjay, Part 1 – Original Motion Picture Soundtrack |
| 2014 | Ella Eyre        | "That's Just Me"             | Feline                                                                    |